# Ruanda a 2000. évi nyári olimpiai játékokon
Ruanda az ausztráliai Sydneyben megrendezett 2000. évi nyári olimpiai játékok egyik részt vevő nemzete volt. Az országot az olimpián 2 sportágban 5 sportoló képviselte, akik érmet nem szereztek.

## Atlétika
Férfi
| Alexis Sharangabo   | 1500 m  | 3:44,06 | 11. | 34. | kiesett | kiesett | kiesett | kiesett | kiesett | kiesett | kiesett | kiesett |
| Mathias Ntawulikura | Maraton |         |     |     |         |         |         | 2:16:39 | 15.     |         |         |         |

Női
| Christine Mukamutesi | 800 m | 2:14,15 | 6. | 33. | kiesett | kiesett | kiesett | kiesett | kiesett | kiesett | kiesett | kiesett |

## Úszás
Férfi
| Versenyző           | Versenyszám | Előfutam | Előfutam | Előfutam | Elődöntő | Elődöntő | Elődöntő | Döntő   | Döntő    |
| Versenyző           | Versenyszám | Idő      | Hely.    | Össz.    | Idő      | Hely.    | Össz.    | Idő     | Helyezés |
| ------------------- | ----------- | -------- | -------- | -------- | -------- | -------- | -------- | ------- | -------- |
| Samson Ndayishimiye | 50 m gyors  | 38,76    | 7.       | 75.      | kiesett  | kiesett  | kiesett  | kiesett | kiesett  |

Női
| Versenyző                   | Versenyszám | Előfutam | Előfutam | Előfutam | Elődöntő | Elődöntő | Elődöntő | Döntő   | Döntő    |
| Versenyző                   | Versenyszám | Idő      | Hely.    | Össz.    | Idő      | Hely.    | Össz.    | Idő     | Helyezés |
| --------------------------- | ----------- | -------- | -------- | -------- | -------- | -------- | -------- | ------- | -------- |
| Pamela Girimbabazi Rugabira | 100 m mell  | kizárták | kizárták | kizárták | kiesett  | kiesett  | kiesett  | kiesett | kiesett  |